# Amphicnemis erminea
Amphicnemis erminea är en trollsländeart som beskrevs av Maurits Anne Lieftinck 1953. Amphicnemis erminea ingår i släktet Amphicnemis och familjen dammflicksländor. Inga underarter finns listade i Catalogue of Life.